# Lijst van rijksmonumenten in Maastricht/Jodenstraat
Een overzicht van de 13 rijksmonumenten in de stad Maastricht gelegen aan of bij de Jodenstraat.
| Object                                                                                                   | Oorspronkelijke functie? | Bouwjaar              | Architect | Locatie             | Coördinaten?                  | Nr.?  | Afbeelding        |
| --- | ------------------------ | --------------------- | --------- | ------------------- | ----------------------------- | ----- | ----------------- |
| Huis met lijstgevel.                                                                                     | Gebouw                   |                       |           | Jodenstraat 2       | 50° 50' 59" NB, 5° 41' 38" OL | 27127 | Meer afbeeldingen |
| Huis met brede lijstgevel.                                                                               | Woonhuis                 | 18e eeuw              |           | Jodenstraat 3       | 50° 50' 59" NB, 5° 41' 37" OL | 27128 | Meer afbeeldingen |
| Huis met gepleisterde voorgevel, eindigend in een hoofdgestel met consoles.                              | Gebouw                   | 17e eeuw              |           | Jodenstraat 4       | 50° 50' 59" NB, 5° 41' 37" OL | 27129 | Meer afbeeldingen |
| Huis met voorgevel in de trant der zgn. Maaslandse renaissance.                                          | Gebouw                   | 17e eeuw              |           | Jodenstraat 6       | 50° 50' 59" NB, 5° 41' 37" OL | 27130 | Meer afbeeldingen |
| Huis met brede lijstgevel.                                                                               | Gebouw                   | 18e eeuw              |           | Jodenstraat 7       | 50° 50' 59" NB, 5° 41' 36" OL | 27131 | Meer afbeeldingen |
| Voormalig posthuis. Huis met lijstgevel met een koetspoort met erboven een afbeelding van een posthoorn. | Gebouw                   | eerste helft 18e eeuw |           | Jodenstraat 8-10-12 | 50° 50' 60" NB, 5° 41' 37" OL | 27132 | Meer afbeeldingen |
| Huis met voorgevel in de trant der zgn. Maaslandse renaissance, met hoekblokken en banden van mergel.    | Gebouw                   | 17e eeuw              |           | Jodenstraat 9       | 50° 50' 59" NB, 5° 41' 36" OL | 27133 | Meer afbeeldingen |
| Eenvoudig huis met gepleisterde lijstgevel.                                                              | Gebouw                   | 19e eeuw              |           | Jodenstraat 14      | 50° 50' 59" NB, 5° 41' 37" OL | 27134 | Meer afbeeldingen |
| Eenvoudig huis met lijstgevel.                                                                           | Gebouw                   | 19e eeuw              |           | Jodenstraat 16      | 50° 50' 60" NB, 5° 41' 36" OL | 27135 | Meer afbeeldingen |
| Eenvoudig huis met lijstgevel.                                                                           | Gebouw                   | 19e eeuw              |           | Jodenstraat 18      | 50° 50' 60" NB, 5° 41' 36" OL | 27136 | Meer afbeeldingen |
| Huis met lijstgevel.                                                                                     | Woonhuis                 | 19e eeuw              |           | Jodenstraat 22      | 50° 50' 60" NB, 5° 41' 35" OL | 27137 | Meer afbeeldingen |
| Huis met lijstgevel.                                                                                     | Gebouw                   | eerste helft 18e eeuw |           | Jodenstraat 24      | 50° 50' 60" NB, 5° 41' 35" OL | 27138 | Meer afbeeldingen |
| Huis IN DE WEYNKETEL met lijstgevel.                                                                     | Gebouw                   | 18e eeuw              |           | Jodenstraat 26      | 50° 50' 60" NB, 5° 41' 35" OL | 27139 | Meer afbeeldingen |